# Louis Mercier (1870-1951)
Pour les articles homonymes, voir Louis Mercier et Mercier.
Œuvres principales
- Les Contes de Jean-Pierre

Louis Mercier (de son nom de naissance Henri Louis Joseph Mercier), né le 6 avril 1870 à Coutouvre (Loire) et mort le 27 novembre 1951 à Saint-Flour (Cantal), est un poète, romancier et journaliste français également connu pour son engagement pétainiste.

## Biographie et vie politique
Louis Mercier est le fils cadet de Jean-Claude Mercier (1818-1898), propriétaire cultivateur, et de Jeanne Chevreton (1832-1888). Il a trois frères et une sœur aînés :
- Joseph Mercier (de son nom de naissance Denis Joseph Marie Mercier, 1850-1922), cultivateur, il participa à la guerre franco-allemande de 1870. Marié le 17 avril 1877 à Mars avec Jeanne Lacour, sans descendance.
- Joséphine Mercier (de son nom de naissance Benoîte Marie Justine Mercier, de son nom de religion sœur Marie, 1854-1878), elle entra chez les religieuses de Saint-Vincent-de-Paul, et mourut jeune à Muret. Elle inspira Louis Mercier dans son roman Hélène Sorbiers.
- Jean Mercier (de son nom de naissance Jean Pierre Marie Mercier, de son nom de religion père Alexandre, 1852-1929) et Jean Mercier (de son nom de naissance Jean Victor Mercier, de son nom de religion père Vincent, 1860-1926). Après de brillantes études au petit séminaire de Saint-Jodard, ils furent admis dans l'ordre des Dominicains où ils acquirent la réputation de philosophes éminents.

L'enfance du poète est celle d'un petit paysan de la campagne roannaise de la fin du XIXe siècle. Son père assura son éducation à domicile jusqu'à ses douze ans, où il apprendra le latin dès ses neuf ans, auprès d'un vicaire. Il rentre ensuite au petit séminaire de Saint-Jodard, où il découvre les littératures classique et française, tout comme ses deux frères avant lui.
Ses études secondaires achevées, il entre à la faculté catholique de lettres à Lyon où il rencontre Louis Aguettant avec lequel il lie une amitié qui durera jusqu'à sa mort, laissant une correspondance de plus de 300 lettres sur la littérature, la poésie et la musique. Il revient à vingt ans vivre à Coutouvre et méditer sur sa vocation en écrivant.
Il fait son service militaire dans le 4e régiment de zouaves à Tunis. À son retour en 1890, il entre comme rédacteur au Journal de Roanne dont il devient quelques années plus tard le rédacteur en chef.
Il devient alors une figure importante de la droite réactionnaire catholique, ce qui l'aidera beaucoup dans sa carrière de poète. Pendant la Seconde Guerre mondiale, il sera un partisan actif de la Révolution nationale, mettant le Journal de Roanne au service du régime de Vichy jusqu'à la libération de la ville de Roanne. En effet, sa vision du monde étant proche des doctrines de retour à la terre prôné par Pétain, il voit dans le régime un moyen de l'appliquer. Il participe ainsi à la mise en place de syndicats agricoles dans la Loire, devant guider les paysans vers cette voie. Échappant après la guerre à une condamnation, il tombe petit à petit dans l'oubli, son passé de collaborateur lui fermant les pages des journaux locaux et nationaux.
Sa mémoire de poète est aujourd'hui utilisée dans le cadre du tourisme dans le nord de la Loire.

## Vie artistique
En 1890, il participe à un concours de littérature organisé par le Journal de Roanne et remporte le premier prix pour Lamento, et le second prix de prose avec La Vierge au tapis.
L’Académie française lui décerne le prix Archon-Despérouses en 1903 pour Voix de la terre et du temps, le prix Capuran en 1911 pour Lazare le Ressuscité, le prix Vitet en 1920 et le prix Sivet en 1950 pour l'ensemble de son œuvre poétique.
En 1918, Georges Martin Witkowski met en musique des extraits du Poème de la Maison, sous la forme d'un oratorio profane pour contralto, ténor, basse et orchestre (la première audition a lieu à Lyon le 26 janvier 1919).
En 1927, le compositeur Guy Ropartz met en musique trois poèmes de Mercier, extraits de Voix de la Terre et du Temps. Ce sont Les Heures propices, pour voix et orchestre.
Primé par l'Académie française, édité chez Calmann-Lévy, mis en musique par Guy Ropartz, Louis Mercier reste un grand poète pour les critiques littéraires réactionnaires de son temps : Henry Bordeaux, Henri Bremond, Henri Ghéon, René Doumic, etc.
Ce méditatif avait le goût des grandes compositions symboliques, dans Le poème du vent ou autres compositions inspirées par la nature et la vie rustique de sa terre du Forez. Il était porté également par les sujets religieux, comme dans la pièce intitulée Le Christ ou Légende pour les vitraux d'Ambierle.
Il meurt le 27 novembre 1951 dans un appartement de Saint-Flour où sa femme avait été nommée professeure.
Il fut inhumé au cimetière de Coutouvre le 1er décembre 1951.
Le 12 octobre 1952, un hommage officiel lui fut rendu à l'occasion de la bénédiction de sa stèle par le cardinal Gerlier, en présence notamment d'Antoine Pinay, président du conseil et de Jean Tenant qui fut l'ami de Louis Mercier.

### Vie privée
Il se maria en premières noces le 2 février 1904 avec Clotilde Déchavanne (1871-1948).
Il se maria en secondes noces le 26 janvier 1949 à Vichy avec Anne-Marie Dubois (de 49 ans sa cadette), professeur de philosophie.

## Œuvres
- L'Enchantée, Ollendorff, 1897.
- Les Voix de la terre et du temps, poésie, Calmann-Lévy, 1903 et 1923 ("Nouvelle édition revue et augmentée") ; réédition Lardanchet, Lyon, 1920. Prix Archon-Despérouses de l'Académie française en 1903.
- Le Poème de la maison, poésie Calmann-Lévy, 1910 ; réédition Horvath, Roanne, 1975. (mis en musique par Witkowski).
- Lazare le ressuscité, suivi de Ponce Pilate, Calmann-Lévy, 1910, prix Capuran de l'Académie française en 1911.
- Hélène Sorbiers, Calmann-Lévy, 1911.
- Poèmes de la tranchée, Lardanchet, Lyon, 1916.
- Prières de la tranchée, Lardanchet, Lyon, 1917.
- Baudelaire choisi, introduction biographique et critique de M. Louis Mercier, Lardanchet, Lyon, 2 volumes, 1918.
- Les Pierres sacrées. Suivies des Poèmes de la tranchée, Calmann-Lévy, 1922.
- Petites Géorgiques, petits textes ruraux en prose, Calmann-Lévy, 1923.
- Cinq mystères joyeux, Le Pigeonnier, 1924 ; réédition (extrait) : Nativité, Dismas, 1992.
- Préface à L'Astrée, 1925.
- Les Demoiselles Valéry, Calmann-Lévy, 1925
- Les Contes de Jean-Pierre. Texte patois avec traduction française de l'auteur, 2 volumes, Larchandet, Lyon, 1928 ; 1re réédition Horvath, Roanne, 1972 ; 2de réédition De Borée, Clermont-Ferrand, 1998.
- Témoignages. Allocutions et conférences, éditions Vitte, 1932.
- In Hymnis Et Canticis, préface de Mgr Fleury Lavallée, Gouttebaron, Le Coteau, 1947.
- Mes amis les arbres, éditions du Sud-Est, Lyon, 1951.
- De l'Oder à la Seine en passant par la Volga, F. André, Le Neubourg, 1982.
- Nos lettres du Sinaï : correspondance de deux jeunes écrivains à la fin du XIXe siècle : 1889-1902. Louis Aguettant et Louis Mercier, L'Harmattan, Paris, 2003.